# Adolfo Bautista Herrera
Adolfo Bautista Herrera (* 15. Mai 1979 in Dolores Hidalgo, Guanajuato) ist ein ehemaliger mexikanischer Fußballspieler, der sowohl im offensiven Mittelfeld als auch in der Sturmreihe einsetzbar ist. Bekannt ist er auch unter seinem Spitznamen „Bofo“ sowie für sein bisweilen exzentrisches Verhalten.

## Laufbahn

### Verein
Adolfo Bautista bestritt sein erstes Profispiel in der mexikanischen Primera División am 7. März 1998 für die UAG Tecos, einem in Zapopan bei Guadalajara beheimateten Verein, bei dem er bis 2002 unter Vertrag stand.
Ende 2002 wurde Bofo an Monarcas Morelia verkauft, für die er in der Saison 2002/03 insgesamt 45 Spiele bestritt und 19 Tore erzielte. Mit den Monarcas erreichte er zweimal in Folge die Finalspiele um die mexikanische Fußballmeisterschaft. Im Sommer 2003 wurde er an den CF Pachuca weiterveräußert, wo er jedoch häufig auf der Auswechselbank Platz nehmen musste und entsprechend unzufrieden war. Insbesondere mit seinem Trainer Victor Manuel Vucetich verstand Bofo sich überhaupt nicht – und daher sehnte er sich danach, diesen Verein baldmöglichst wieder verlassen zu dürfen. Als Trost für dieses wenig erfreuliche Halbjahr bleibt ihm immerhin der erste Meistertitel seiner Karriere, den er mit Pachuca in der Apertura 2003 gewann.
Anfang 2004 wurde Bofo von Chivas Guadalajara erworben, wo er schon bald zu einem Publikumsliebling avancierte. Mit Chivas erreichte er zweimal in Folge (2005 und 2006) die Halbfinals um die Copa Libertadores und gewann die Meisterschaft von Mexiko in der Apertura 2006. Unvergessen aus dieser Zeit bleibt unter anderem seine dreistellige Rückennummer 100.
Doch auch hier verscherzte er es sich schließlich mit seinem Trainer José Manuel de la Torre. Denn im Halbfinale der Clausura 2007 gegen Guadalajaras Erzrivalen América ließ Bofo jeglichen Einsatz vermissen. De la Torre war nach dem Ausscheiden seiner Mannschaft so enttäuscht über das schwache Auftreten seines Stars, dass er ihn unverzüglich auf die Transferliste setzen ließ. Bofo, der unbedingt bleiben wollte und reumütig Besserung gelobte, wandte sich zu diesem Zweck sogar an den einflussreichen Vereinspräsidenten Jorge Vergara, der in dieser Angelegenheit noch zu vermitteln suchte. Ohne Erfolg. Weil De la Torre sich hartnäckig geweigert hatte, weiterhin mit Bofo zusammenzuarbeiten, wurde Bautista schließlich am 11. Juni 2007 an die Jaguares de Chiapas verkauft. Auch dort wurde ihm sofort eine Sonderbehandlung zuteil, als er die für einen Stürmer ungewöhnliche Trikotnummer 1 erhielt. Im Januar 2010 kehrte er zu Chivas Guadalajara zurück, wo er diesmal die Nummer 7 trug.
Nachdem er zu Beginn der Saison 2011/12 zunächst an den Ligakonkurrenten |Querétaro FC ausgeliehen worden war und Chivas’ Trainer auch in der Rückrunde keine Verwendung für Bofo gefunden hatte, wurde der Vertrag beendet.
In der Saison 2015/16 beendete Bofo seine aktive Laufbahn beim US-amerikanischen Hallenfußballverein Chicago Mustangs. Eine beabsichtigte und vom Verein bereits angekündigte Vertragsverlängerung kam wegen finanzieller Differenzen nicht zustande. Bofo beschuldigte den Verein, vertragliche Verpflichtungen nicht eingehalten zu haben und verklagte die Mustangs auf Zahlung.

### Nationalmannschaft
Bofos unbeständige Leistungen hatten ihn bereits die Teilnahme an der WM 2006 gekostet, weil er von Mexikos Nationaltrainer Ricardo La Volpe kurz vor dem großen Turnier aus dem Kader gestrichen worden war. Nach der WM wurde Lavolpe durch Hugo Sánchez ersetzt, der Bofo in die Nationalmannschaft zurückbeorderte und kam bei der WM 2010 zu einem Einsatz.

## Erfolge
- Mexikanischer Meister (2): 2003 (mit Pachuca), 2006 (mit Guadalajara)